# 17698 Racheldavis
17698 Racheldavis è un asteroide della fascia principale. Scoperto nel 1997, presenta un'orbita caratterizzata da un semiasse maggiore pari a 3,1224972 UA e da un'eccentricità di 0,0523856, inclinata di 11,20401° rispetto all'eclittica.